# 滕卡赖
滕卡赖（Thenkarai），是印度泰米尔纳德邦Coimbatore县的一个城镇。总人口7168（2001年）。

## 人口
该地2001年总人口7168人，其中男性3593人，女性3575人；0—6岁人口656人，其中男346人，女310人；识字率53.33%，其中男性为64.10%，女性为42.52%。